# Battice

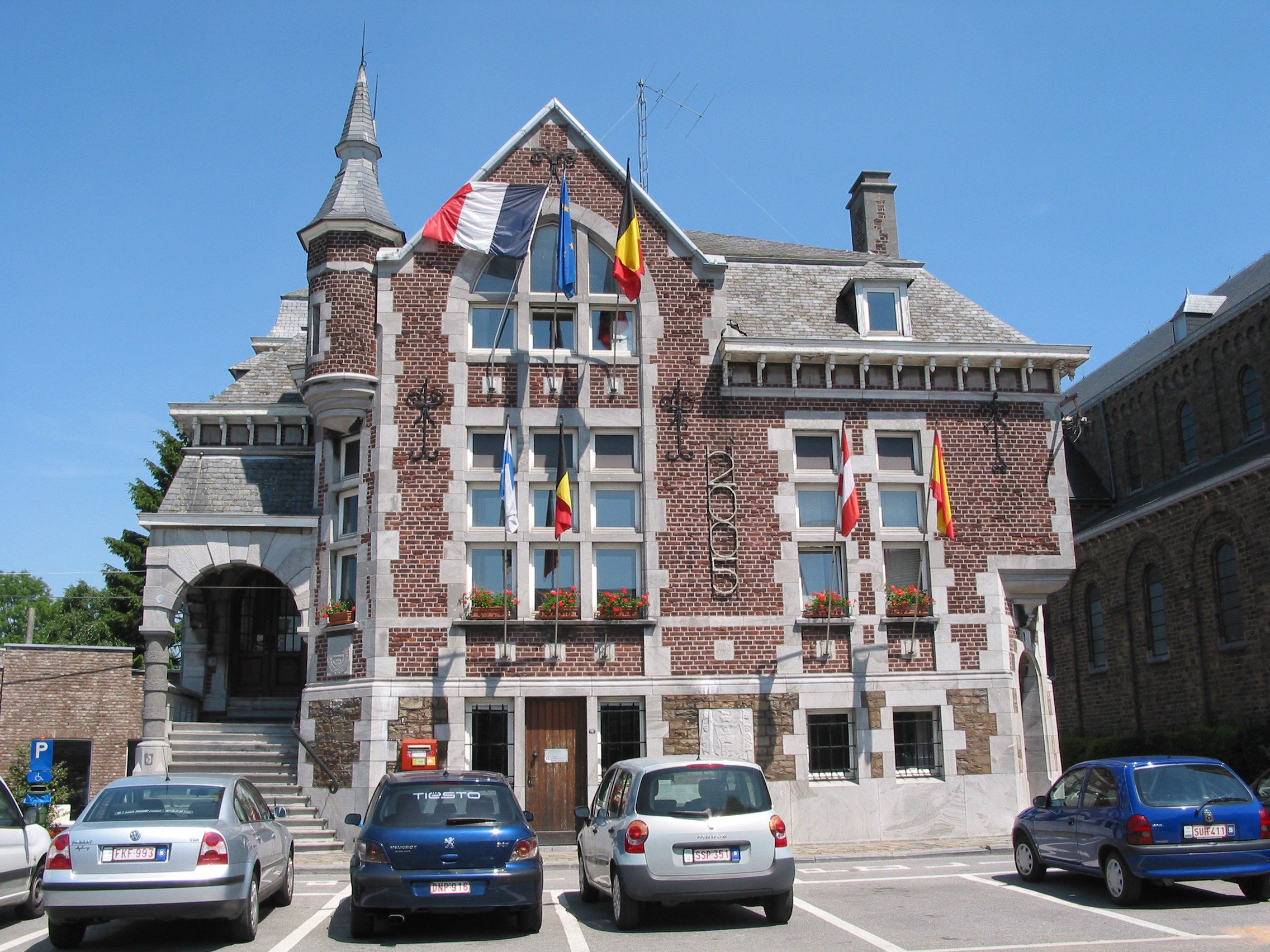
Ehemaliges Rathaus

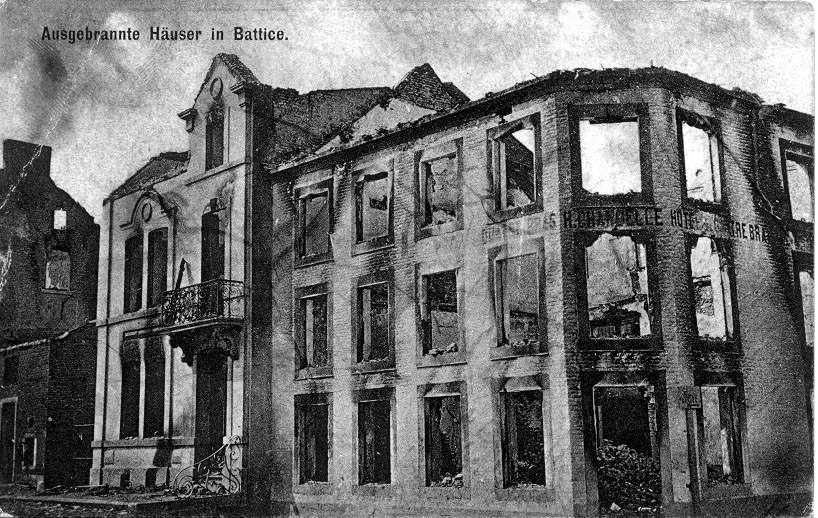
Ausgebrannte Häuser

Battice ist eine Ortschaft in der Wallonischen Region Belgiens, etwa 20 km von Aachen und Lüttich entfernt. Die Ortschaft mit 4076 Einwohnern (1976) gehört seit der Gemeindefusion von 1977 zur Stadt Herve. Am Ortsrand liegt das zum Festungsring Lüttich gehörende Fort Battice.
Beim Überfall auf Belgien zu Beginn des Ersten Weltkriegs wurde Battice aufgrund einer Vergeltungsmaßnahme durch deutsche Truppen weitgehend zerstört. Angeblich hätten einige Dorfbewohner als Heckenschützen (Franktireurs) auf eine Ulanen-Schwadron geschossen. Da die Täter nicht zu ermitteln waren, trieben die deutschen Soldaten die Einwohner zusammen, töteten 33 von ihnen und brannten anschließend 147 Häuser nieder.

## Bilder

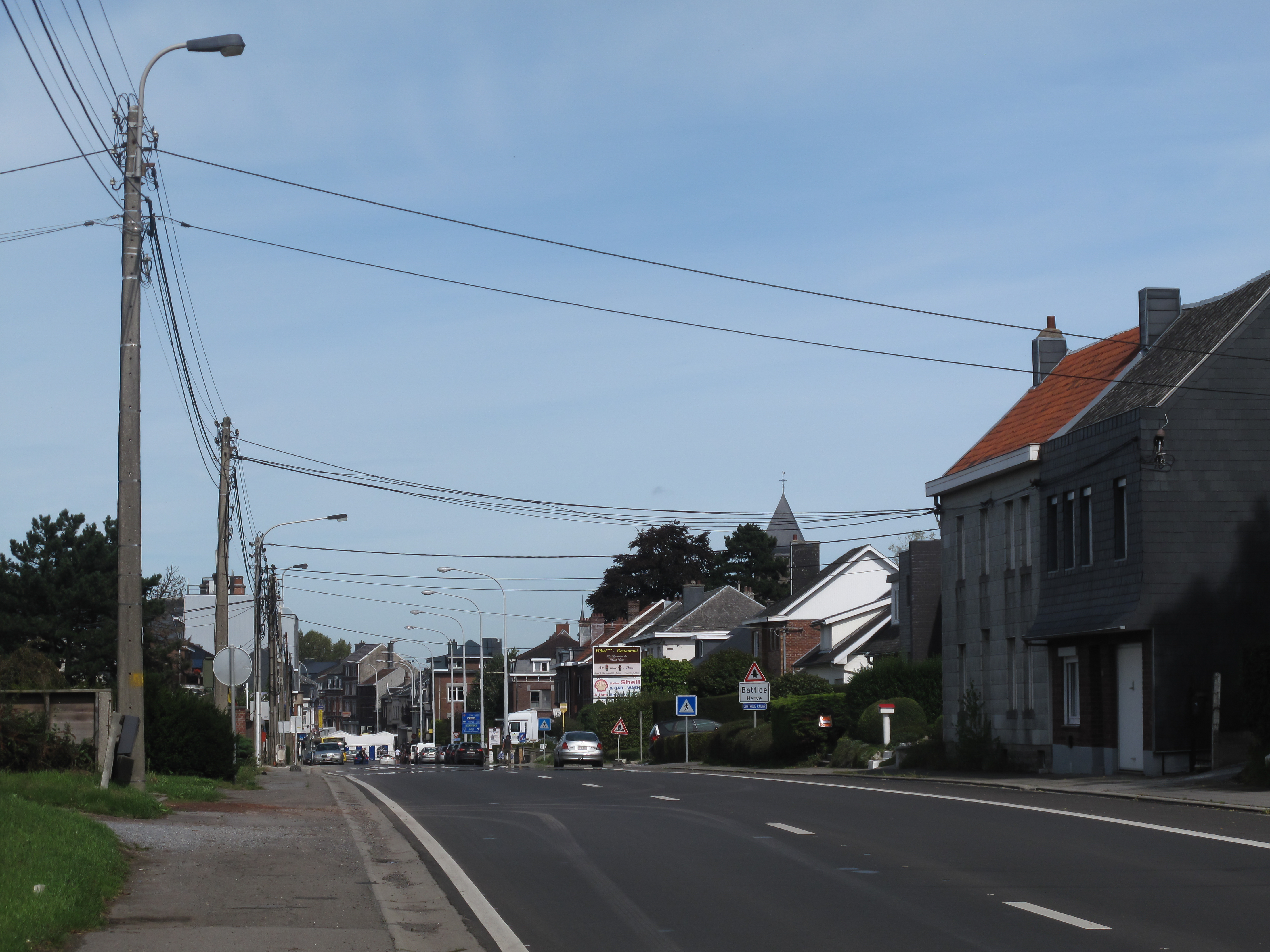
Battice, Straße
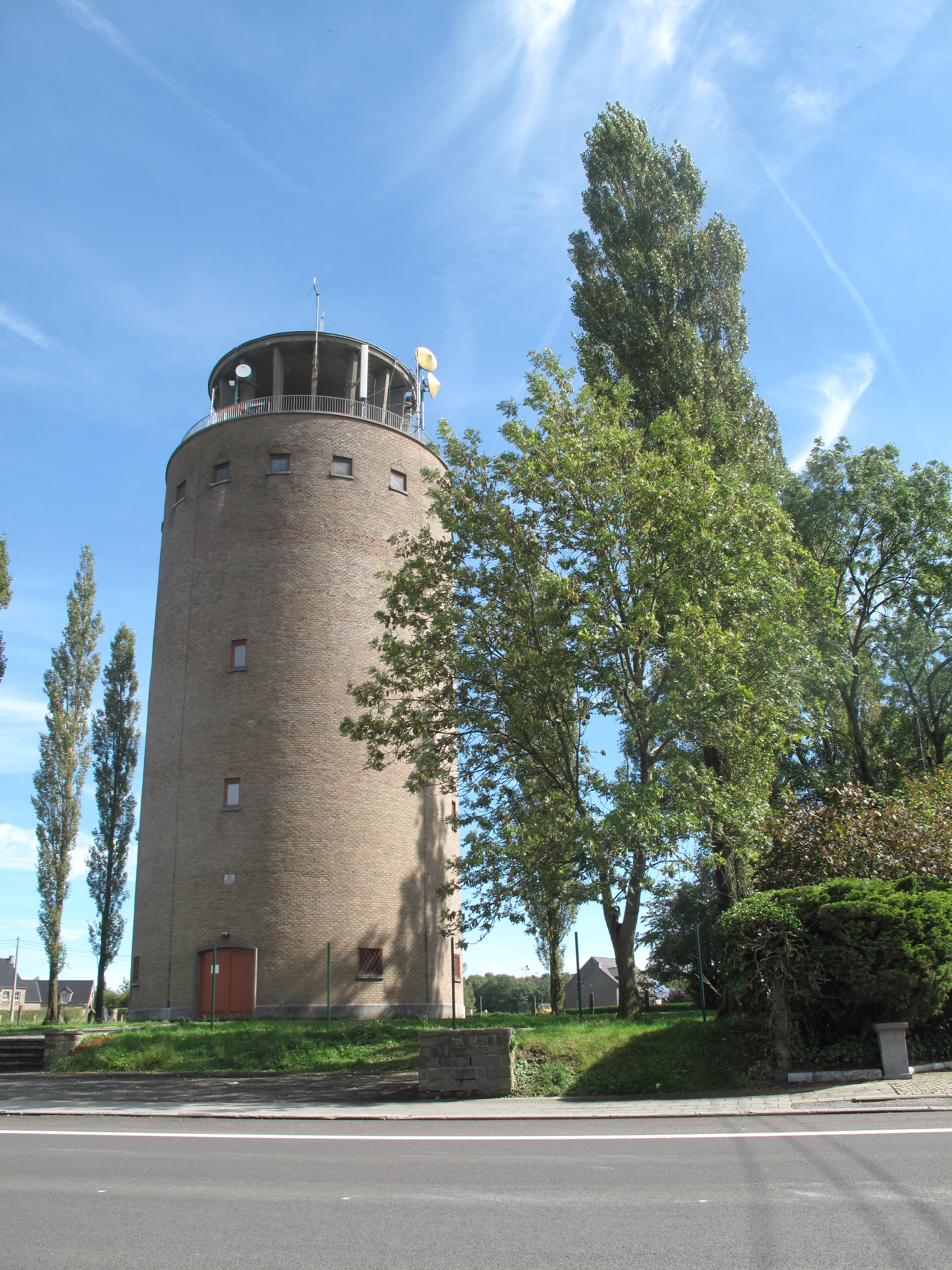
Battice, Wasserturm